# جاشوا هارتو
جاشوا هارتو (به انگلیسی: Joshua Harto) (زاده ۹ ژانویهٔ ۱۹۷۹) بازیگر آمریکایی است. از فیلم‌هایی که او در آن بازی کرده است، می‌توان به غیرقابل تصور، نجات غریق، مومن و شوالیه تاریکی اشاره کرد.